# Janine Brown
Janine L. Brown (1954) es una científica estadounidense especializada en biología reproductiva de especies en peligro de extinción.  

## Biografía
Brown recibió su licenciatura en ciencias animales en la Universidad Estatal de Dakota del Norte en 1976, su maestría en 1980 y su doctorado en 1984 en la Universidad Estatal de Washington.
Es la jefa del Laboratorio de Investigación Endocrina del Parque Zoológico Nacional en el Instituto Smithsoniano de Biología de la Conservación. Brown es considerada «una autoridad mundial en biología reproductiva de elefantes» y está a cargo del programa de reproducción de elefantes en el Parque zoológico nacional Smithsoniano.

## Publicaciones destacadas
- Multi-institutional survey of social, management, husbandry and environmental factors for the SSP African lionPanthera leopopulation: examining the effects of a breeding moratorium in relation to reproductive success
- Body mass dynamics in hand reared clouded leopard (Neofelis nebulosa) cubs from birth to weaning
- Comparative Reproductive Biology of Elephants
- Evaluating Group Housing Strategies for the Ex-Situ Conservation of Harlequin Frogs (Atelopus spp.) Using Behavioral and Physiological Indicators
- Reproductive characteristics of wild Sanje mangabeys (Cercocebus sanjei)